# Handrührgerät

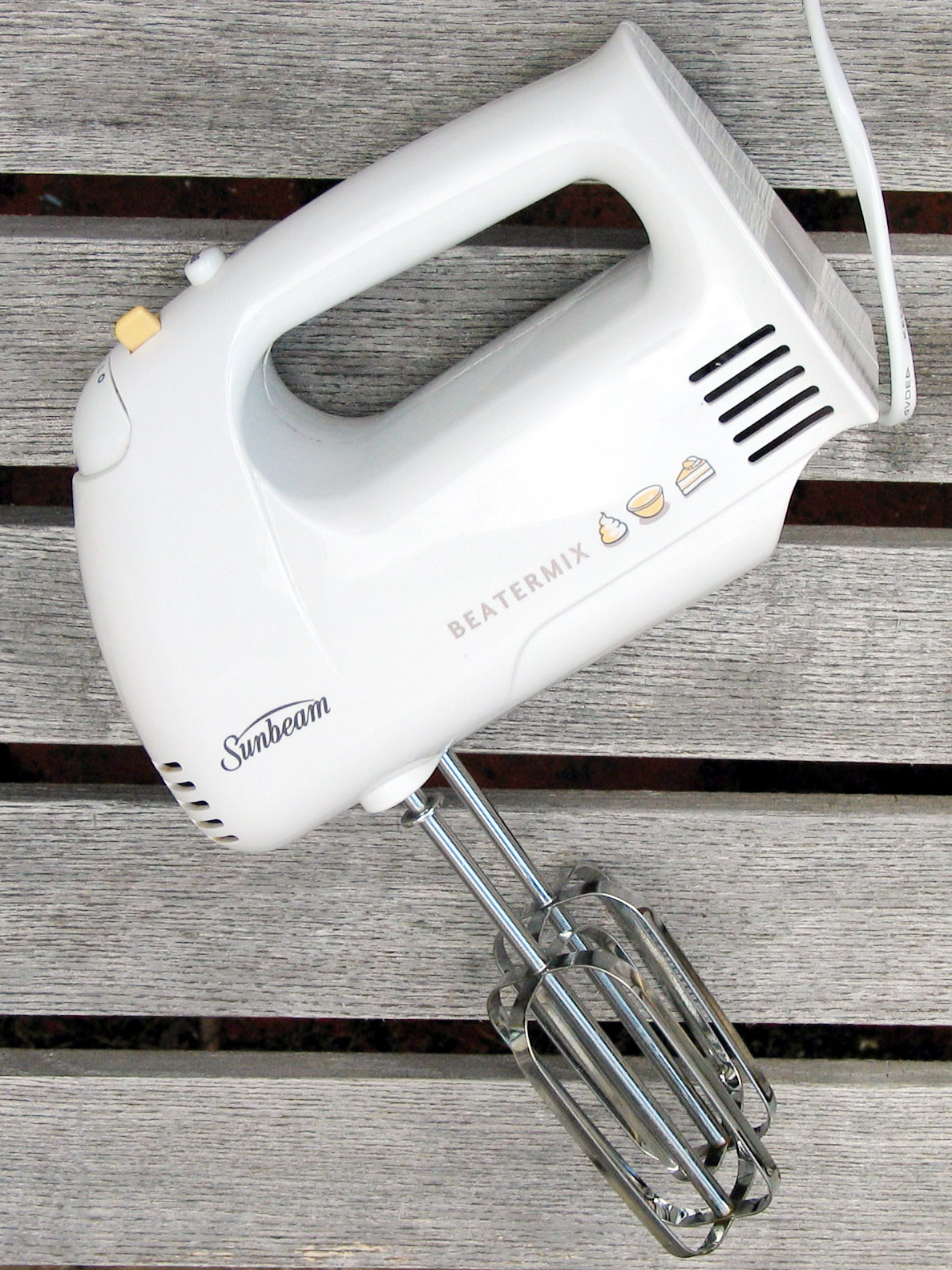
Elektrisches Handrührgerät

Ein Handrührgerät, umgangssprachlich Handmixer, Küchenmixer, Sahneschläger, ist ein in der Hand zu haltendes Küchengerät zum Verrühren teigiger oder flüssiger Speisen oder zum Aufschlagen von Sahne. Die Geräte haben zwei sich gegeneinander drehende Schneebesen, Quirle oder Knethaken.
Entwickelt wurden elektrische Handrührgeräte aus Standrührgeräten, die in den 1920er und 30er Jahren aufkamen. Die sprachlich unscharfe Bezeichnung „Handmixer“ ist abzugrenzen vom Stabmixer, der eine axiale Arbeitswelle hat. Standmixer sind hingegen Tischgeräte mit einem rotierenden Messerstern.
Der Entwicklung des elektrischen Handrührgerätes gingen von Hand betriebene Rührgeräte voraus, die in der zweiten Hälfte des 19. Jahrhunderts auf den Markt kamen. Sie werden heute nur noch selten im Haushalt verwendet.

## Merkmale
Elektrische Handrührgeräte verfügen meistens über 2 bis 5 Geschwindigkeitsstufen oder eine stufenlose Geschwindigkeitsregulierung sowie über eine separate Auswurftaste für die Rührwerkzeuge. Der Anschlusswert der Produkte liegt zwischen 200 und 500 Watt, einige Geräte haben eine automatische Leistungsanpassung. Als Zubehör kann ein Tischständer und eine (angetriebene) Rührschüssel vorhanden sein. Als weiteres Zusatzgerät bzw. Aufsatzteil kann je nach Umfang seitens des Herstellers unter anderem ein Stabmixer (Pürierstab), ein Passierstab oder ein Universalzerkleinerer zum Zerkleinern und Pürieren von Obst oder Gemüse verwendet werden. Pürierstäbe und Zerkleinerer sind auch als separate Geräte erhältlich.

## Küchengeschichtliche Einordnung

### Vorgeschichte
Die Notwendigkeit, Zutaten schaumig aufzuschlagen, entwickelte sich erst in der Renaissance-Zeit, als Eischnee als Backtriebmittel entdeckt wurde. Neben der Entwicklung von durch Eischnee gelockerten oder durch Eigelbmassen verfeinertes Gebäck wurden in wohlhabenden Haushalten dieser Zeit daneben auch Süßspeisen serviert, deren Hauptzutat Eischnee oder Eigelbmassen waren. Die Entwicklung solcher Gerichte war zunächst nicht von einer technischen Weiterentwicklung entsprechender Küchengeräte begleitet. Dass diese Gerichte im 17. Jahrhundert trotzdem zum Repertoire wohlhabender Haushalte gehörte, beruhte darauf, dass diese ausreichend Personal in ihren Küchen beschäftigten, die dem zeitintensiven Aufschlagen von Eiklar, Eigelb oder Sahne nachgehen konnten.
Der Schneebesen, mit dem solche Arbeiten effizient durchgeführt werden können, wurde erst ab Ende des 18. Jahrhunderts zu einem zunehmend gebräuchlicheren Küchengerät. Es ist zwar nicht auszuschließen, dass einzelne Haushalte bereits vor dem 18. Jahrhundert Vorläufer dieses Küchengeräts selbst produzierten, allerdings ist kein solches überliefert. Es gibt jedoch in dem 1570 erschienenen Kochbuch „Opera“ des italienischen Renaissance-Kochs Bartolomeo Scappi eine Abbildung, auf der ein Küchengerät zu sehen ist, das dem heutigen Schneebesen ähnelt. Sollte es sich dabei tatsächlich um einen Schneebesen gehandelt haben, setzte sich dieses Werkzeug zunächst nicht durch. Noch im 19. Jahrhundert verwendeten zahlreiche Haushalte nicht den Schneebesen, sondern andere Hilfswerkzeuge, um Zutaten aufzuschlagen. Ein typisches solches Hilfswerkzeug zum Aufschlagen von Eiklar, Eigelb oder Sahne war ein kleines Bündel entrindeter Zweige (typischerweise Birkenzweige) oder sogar zusammengebundener Federn. Während mit dem Schneebesen Flüssigkeiten vergleichsweise effizient aufgeschlagen werden konnten, war das Aufschlagen mit solchen Hilfsmitteln sehr zeitintensiv. Rezeptangaben sprechen von einer halben Stunde Arbeit, um Eischnee für Pfannkuchen aufzuschlagen. Noch 1823 wies die Kochbuchautorin Mary Eaton darauf hin, dass für das Aufschlagen des Eischnees für einen großen Kuchen eine Arbeitsdauer von drei Stunden einzuplanen sei.

### Mechanische Handrührgeräte

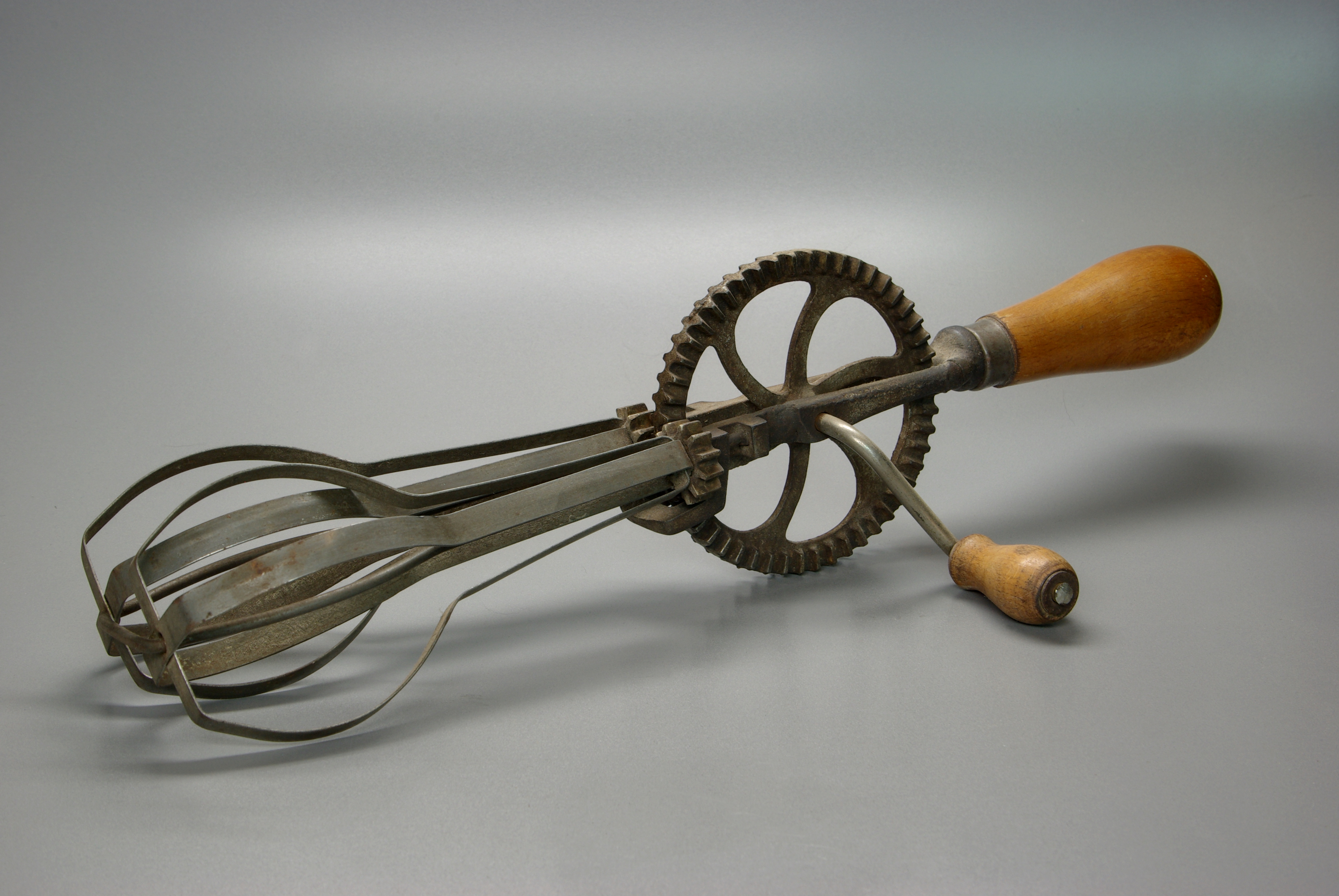
Mechanisch betriebenes Handrührgerät für das Aufschlagen von Flüssigkeiten: Einfachere und schnellere Zubereitung von Eischnee und Schlagsahne.

Die Entwicklung des Handrührgerätes setzte ein, als nach der Industriellen Revolution die Zahl der im Haushalt beschäftigen Dienstboten zurückging und gleichzeitig der technische Fortschritt in der Metallverarbeitung es möglich machte, preisgünstige Küchenwerkzeuge zu entwickeln, die den Arbeitsaufwand reduzierten. In den USA wurden zwischen 1856 und 1920 nicht weniger als 692 Patente für Handrührgeräte vergeben. Der erste Handrührer wurde 1856 in Baltimore, Maryland von dem Blechschmied Ralph Collier entwickelt. Dem folgten sehr schnell weitere Entwicklungen, die in USA und in Europa patentiert und auf den Markt kamen. Die Nahrungshistorikerin Bee Wilson vergleicht diese Jahrzehnte, als sich zahlreiche Erfinder um die Entwicklung von Handrührgeräten bemühten, mit dem holländischen Tulpenwahn in den 1630er Jahren und der Euphorie von internetbasierten Start-ups im Seattle der 1990er Jahre. Als das erfolgreichste Patent unter diesen Erfindungen erwies sich der am 31. Mai 1870 patentierte „Williams' Egg Beater“ oder „Dover“, dessen Grundform mit zwei dickbäuchigen Rührbesen, die mittels eines Handrades angetrieben werden, der Form der heute noch erhältlichen händisch zu betreibenden Mixern entspricht.
Obwohl Wilson die Ansicht vertritt, dass ein gekonnt eingesetzter Schneebesen nicht mehr Kraftanstrengung zum Aufschlagen von Eiern oder Sahne benötigt als ein manuell betriebenes Rührgerät, wurden diese Geräte nicht nur von zahlreichen Haushalten gekauft, sondern beeinflussten auch nachhaltig das Speisenrepertoire der Mittelstandshaushalte. Zum Standardrepertoire wurden Gerichte wie Apfelschnee, ein Nachtisch aus Apfelmus und Eischnee, bei dem bei einer typischen Haushaltsgröße vier Eiklar aufgeschlagen werden mussten, bis sie schnittfest waren, oder Gebäck wie den „Mont Blanc Cake“, der steifen Eischnee von sechs Eiklar verlangte. Auch Syllabubs und Baisers oder Desserts wie Charlotte und Trifle, bei denen auf Eischnee basierende Biskuitmassen verarbeitet wurden, fanden in dieser Zeit weite Verbreitung.
Der Schweizer Produktdesigner Alfredo Häberli erfand um 2010 für Betty Bossi den „Küchenblitz“, ein mechanisches Handrührgerät mit einem durchsichtigen, geschlossenen Behälter.

### Elektrische Handrührgeräte
Eine weitere Arbeitsersparnis stellten die elektrisch angetriebenen Handrührgeräte, die in der ersten Hälfte des 20. Jahrhunderts allmählich auf dem Markt kamen. Sie hatten nachhaltigen Einfluss auf die Anzahl der Speisen, die in einem normalen Haushalt mit vertretbarem Arbeitsaufwand hergestellt werden konnten.
Im Jahr 1885 entwickelte Rufus Eastman das erste elektrische Rührgerät und ließ es unter der Nummer US330829 zum Patent anmelden. Da das Stromnetz in den USA allerdings noch nicht weit genug ausgebaut war, fand es zunächst keine sonderlich starke Verbreitung. Erst im Jahr 1908 entwarf der Ingenieur Herbert Johnson für die Hobart Manufacturing Company einen elektrischen 75-Liter-Standmixer „Hobart-Modell H“, der sich schnell in den Großbäckereien verbreitete. Schon 1919 schob Hobart dann mit dem „KitchenAid-Hobart-Modell H-5“ ein Modell für den Hausgebrauch nach. Die erste Hälfte des 20. Jahrhunderts war von Weiterentwicklungen geprägt. Die Geräte wurden immer kleiner und erschwinglicher. Im Jahr 1952 brachte die Firma Sunbeam dann mit dem MixMaster den ersten elektrisch betriebenen Handmixer auf den Markt. Der Handmixer von Sunbeam entspricht in Design und Funktion den heutigen Geräten und legte somit die Grundlage für das moderne elektrische Handrührgerät. In der Bundesrepublik kamen um 1960 ungefähr zeitgleich der Krups 3 Mix, der Bosch Fixquirl, der Siemens Rapidquirl und der Progress Favorit auf den Markt und wurden sehr schnell zu riesigen Verkaufserfolgen.

## Beispiele für elektrische Handrührgeräte

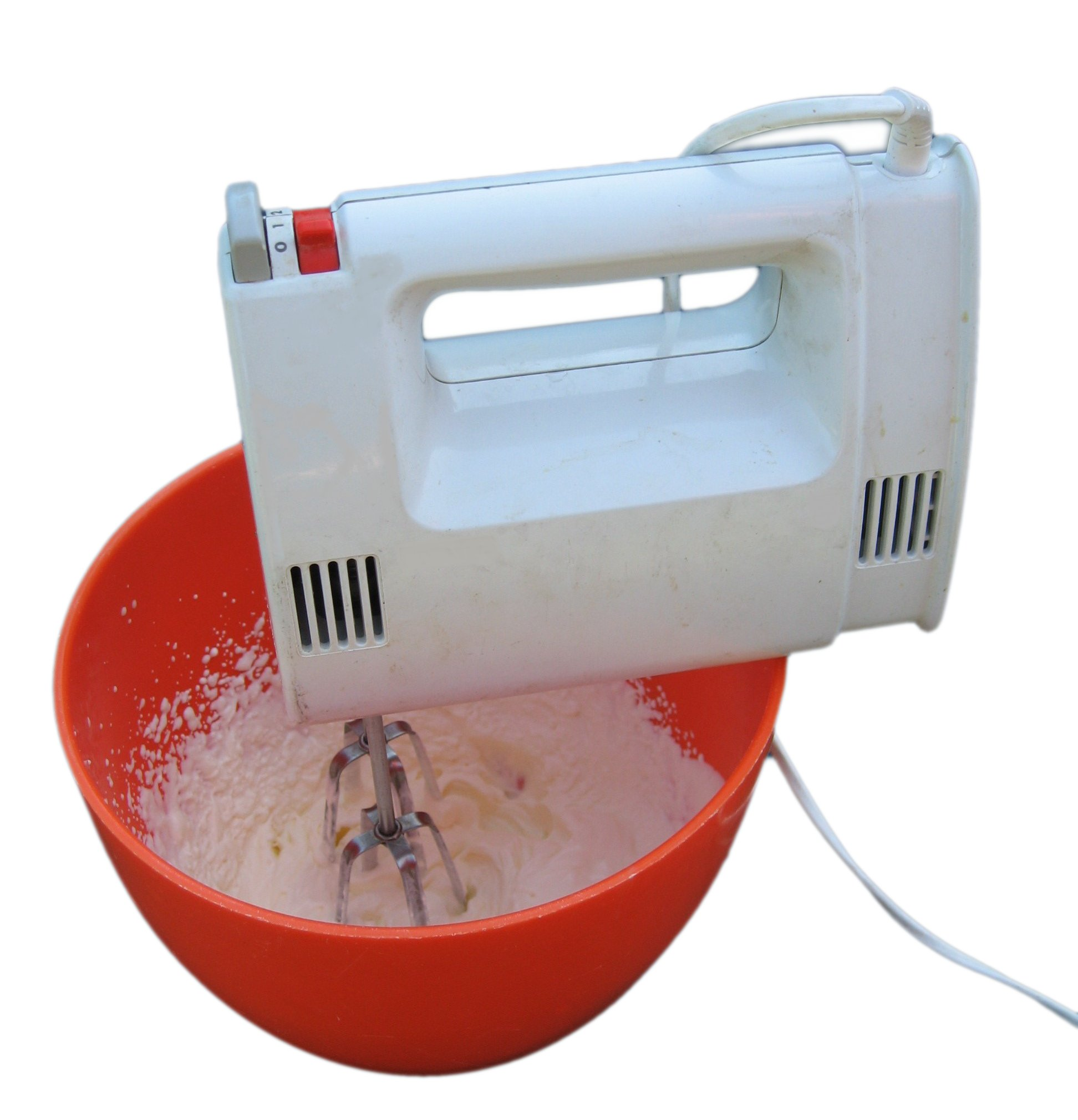
Handrührgerät im Einsatz
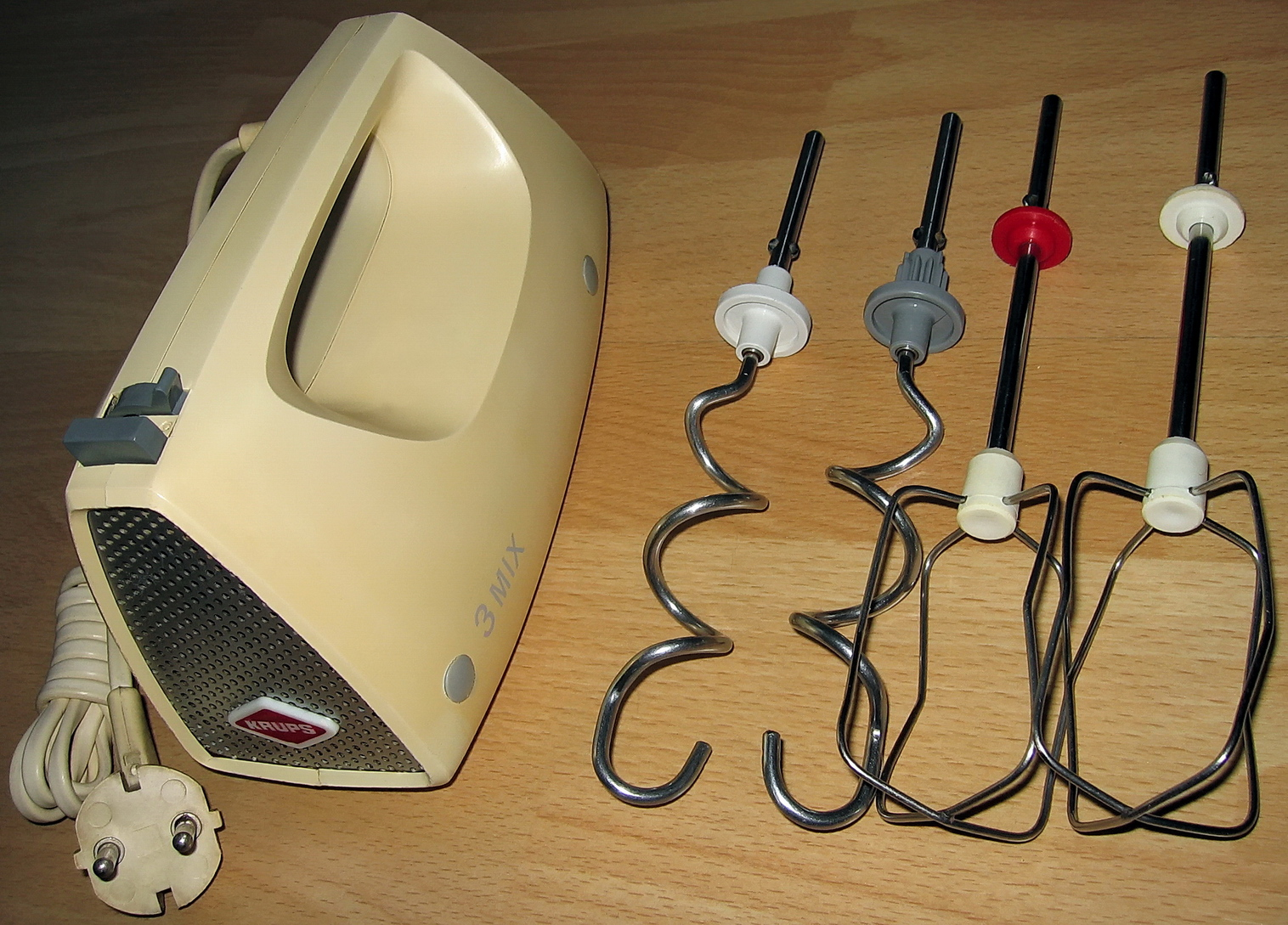
Krups 3 Mix von etwa 1965 mit Zubehör
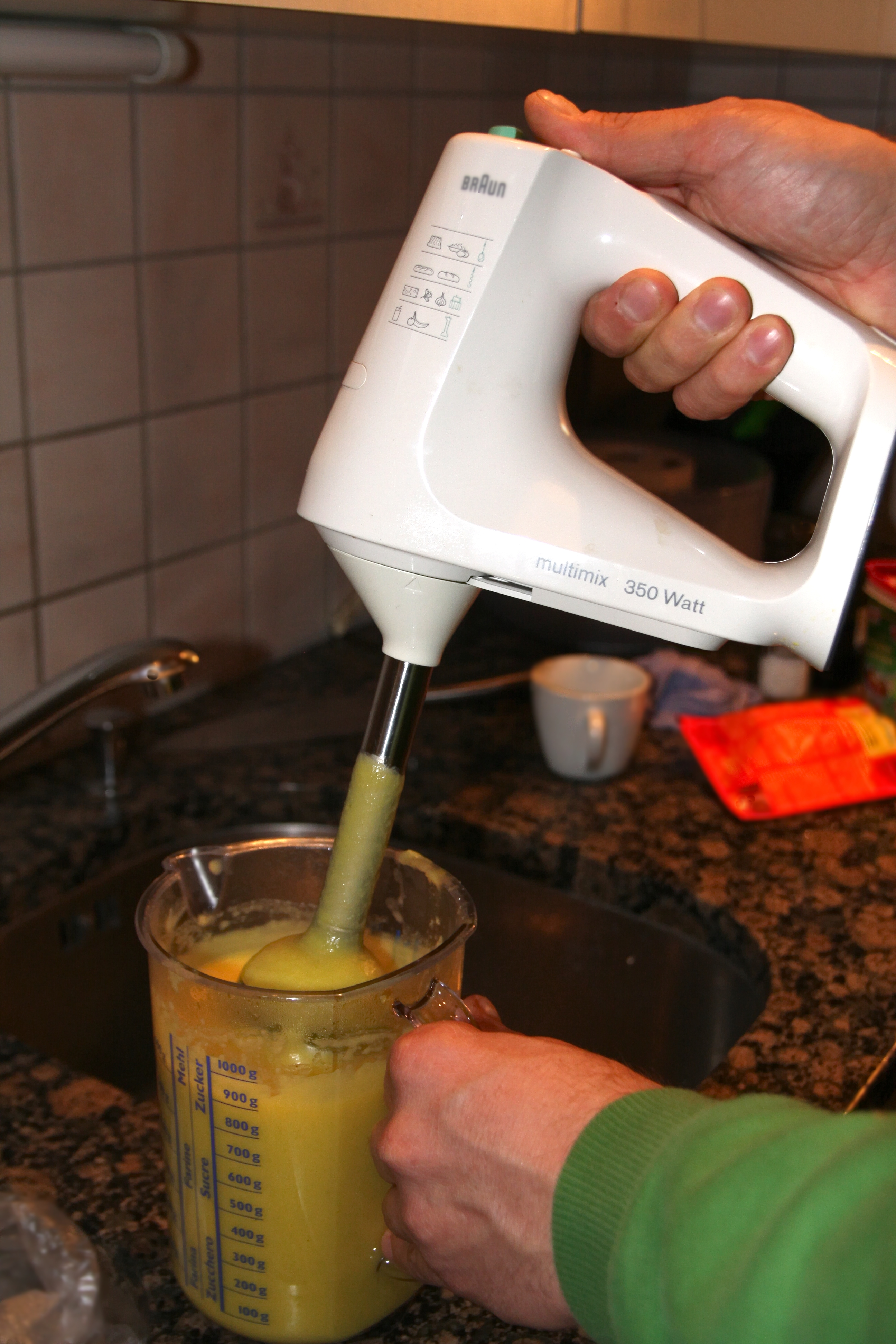
Elektrisches Handrührgerät mit Stabmixer-Aufsatz
- Geräusch eines Dreistufen-Mixers mit 130 Watt, ca. 1980er Jahre